# Порсуков, Али Абакарович
Али́ Абака́рович По́рсуков (1969, Аксай, Хасавюртовский район, СССР — 1 ноября 2002, Бишкек) — российский кикбоксер, двукратный чемпион мира по кикбоксингу (1997, 1999), чемпион Азии, Евразии и обладатель Кубка мира по кикбоксингу, бронзовый призёр чемпионата мира по ушу-саньда. Заслуженный мастер спорта России по кикбоксингу.

## Биография
Родился 1 апреля 1969 году в селе Аксай Хасавюртовского района. По национальности — кумык. Отец был очень известным в Дагестане человеком, Герой Социалистического Труда.. За манеру поведения на ринге Али получил бойцовский псевдоним Мудрый.
Выступал за команду Киргизии. Пользовался большой популярностью в этой стране.
В 1992 году заслуженный тренер Кыргызстана Александр Воинов пригласил его в команду в известный спортивный клуб «Гермес-профи», воспитанники которого неоднократно становились чемпионами мира по кикбоксингу.
Али Порсуков был убит 1 ноября 2002 года в Бишкеке. Вместе с группой атлетов спортсмен возвращался домой после тренировки. Неожиданно на их пути возник мужчина с пистолетом, который выстрелил шесть раз. Все пули попали в Али. По версии следствия пули могли «предназначаться кому-то другому». По словам сотрудников МВД Киргизии, спортсмен в связях с криминальным миром замечен не был. Сам спортсмен по дороге в больницу постоянно шептал: «За что?».
Тело Порсукова перевез в Махачкалу главный тренер «Гермес-профи» Александр Воинов.
Был женат, имел двоих детей.
28 июня 2012 года состоялся поединок по кикбоксингу в память об Али Порсукове. Поединок проходил в рамках международного турнира по кикбоксингу по версии К-1.

## Достижения
- Чемпион России 1990 года;
- победитель турнира среди профессионалов в Турции по боксу;
- бронзовый призёр чемпионата мира по ушу-саньда (Балтимор)[2];
- чемпионом мира по кикбоксингу 1997 год;
- чемпионом мира по кикбоксингу 1999 года в Бишкеке (по версии WAKO)
- обладатель Кубка Европы 2001 года[4].
- бронзовый призёр чемпионата мира по кикбоксингу 2001 года[англ.] в Белграде (по версии WAKO)[5].

## Память
- Улица Али Порсукова в Хасавюрте (Дагестан);
- Улица Али Порсукова в Учкенте (Дагестан);
- Улица Али Порсукова в Чонтауле (Дагестан);
- Улица Али Порсукова в Аксае (Дагестан)
- МКУ ДО «СШ Хасавюртовского района имени Али Порсукова» (Дагестан);